# Труждающиеся

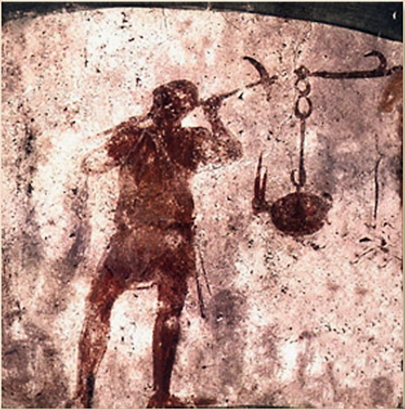
Фоссор. Катакомбы святых Марцеллина и Петра

Тружда́ющиеся (др.-греч. κοπιαται, κοπιώντες от др.-греч. κοπιάω — «тяжело трудиться») или Фоссо́ры (лат. fossores) — могильщики, клирики в Христианской церкви, обязанностью которых было подготовка мест для погребения умерших людей.
С распространением Христианства появляется необходимость погребения умерших на специально оборудованных кладбищах. Одним из видов таких христианских усыпальниц становятся катакомбы. Для создания могил и обустройства катакомб появляется специальность — фоссоры. На протяжении первых трех веков трудами фоссоров и создаются катакомбы. На каждом кладбище фоссоры имеют своё объединение. Поскольку изготовление могил это тяжелый труд, то его первые христиане расценивали как религиозный подвиг. Особенно многочисленные надписи с упоминанием о фоссорах относятся к IV веку; но появились они очень рано, в силу необходимости, при сооружении мест погребения. По этой причине фоссоры жили на средства христианской общины данного города и пользовались большим уважением верующих. Их ремесло было сопряжено с опасностью и само по себе, и в силу гонений, когда труд фоссоров объявлялся запрещенным и преступным. От первых трёх веков христианства в катакомбах остались их эпитафии, например: лат. «Diogenes, fossor» («Диоген, фоссор»); лат. «fossor Leo sibi fecit et Virginae suae» («Его Дева и фоссор Лев сделали»). Иногда встречаются там же фрески, изображающие фоссора во время работы с их принадлежностями — киркой, ломом, лампой, отвесом, циркулем (таковы изображения в римских катакомбах Петра и Марцеллина (итал. Catacombe dei Santi Marcellino e Pietro) и Домитиллы). Бароний сообщает о том, что в 336 году император Константин Великий своим указом утвердил 88 человек в качестве фоссоров. Константин освободил их от промыслового налога (лат. lustralis collatio). Указ Константна подтвердили впоследствии императоры Юстиниан и Анастасий.
Когда устроилась церковь, фосоры были причислены к клирикам. В одном официальном документе 303 года (Gesta purgationis Caeciliani) и в письме (49) Иеронима фоссоры рассматриваются, бесспорно, как клирики. В одной хронике VI века (Mai, Spie. Rom. IX, 133) они ставятся даже выше остиариев (лат. ostiarius, fossorius, lector, subdiaconus, diaconus, presbyter, episcopus — «остиарий, фоссор, чтец, иподиакон, диакон, пресвитер, епископ») и рассматриваются как богоучрежденная степень клира. Под именем «трудников», κοπιαται, κοπιώντες (в смысле fossor, бесспорно, с IV в.; намек на это значение в написи III века), «fossores» являются и на востоке. При Феодосии II их было в Константинополе свыше 1000. В законах Констанция 357 и 360 года «κοπιαται» прямо называются клириками. В одном прошении сугубой ектении и до нашего времени сохранился след этого церковного положения «копателей»: «Еще́ мо́лимся о плодонося́щих и доброде́ющих во святе́м и всечестне́м хра́ме сем, тружда́ющихся, пою́щих и предстоя́щих лю́дех, ожида́ющих от Тебе́ вели́кия и бога́тыя ми́лости». (греч. «Ἔτι δεόμεθα ὑπέρ τῶν καρποφορούντων καὶ καλλιεργούντων ἐν τῷ ἁγίῳ καὶ πανσέπτῳ ναῷ τούτῳ, κοπιώντων, ψαλλόντων καὶ ὑπέρ τοῦ περιεστῶτος λαοῦ, τοῦ ἀπεκδεχομένου τὸ παρά σοῦ μέγα καὶ πλούσιον ἔλεος.»)
Фоссоры занимались не только изготовлением мест для погребения, но и украшениями мест погребения, они были в роли художников и скульпторов. Надписи, барельефы и настенные картины катакомб, всё это — плоды творчества фоссоров.
Начиная с IV века коллегия фоссоров начала вырождаться вследствие изменившихся условий жизни христиан. Фосоры нередко спекулировали местами погребения, продавали локулы в последних катакомбах.